# Parafia św. Mikołaja Biskupa w Krzywiniu
Parafia Świętego Mikołaja Biskupa w Krzywiniu – rzymskokatolicka parafia w Krzywiniu, należy do dekanatu krzywińskiego archidiecezji poznańskiej. Została utworzona w 1282. Mieści się przy ulicy Kościelnej.